# Pomachromis fuscidorsalis
Pomachromis fuscidorsalis là một loài cá biển thuộc chi Pomachromis trong họ Cá thia. Loài này được mô tả lần đầu tiên vào năm 1974.

## Từ nguyên
Từ định danh fuscidorsalis được ghép bởi hai âm tiết trong tiếng Latinh: fuscus ("sẫm đen") và dorsalis ("ở lưng"), hàm ý đề cập đến dải màu đen ở trên lưng của loài cá này.

## Phạm vi phân bố và môi trường sống
P. fuscidorsalis có phạm vi nhỏ hẹp ở Nam Thái Bình Dương, được ghi nhận tại quần đảo Société, Tuamotu và quần đảo Pitcairn. P. fuscidorsalis sống gần những rạn san hô viền bờ hoặc trong các đầm phá ở độ sâu đến 18 m.

## Mô tả
Chiều dài cơ thể tối đa được ghi nhận ở P. fuscidorsalis là 6 cm. Cơ thể đặc trưng bởi một dải màu đen ở trên lưng, kéo dài từ đỉnh đầu đến rìa trên của cuống đuôi. Có viền đen ở hai thùy đuôi.
Số gai ở vây lưng: 14; Số tia vây ở vây lưng: 13; Số gai ở vây hậu môn: 2; Số tia vây ở vây hậu môn: 13; Số gai ở vây bụng: 1; Số tia vây ở vây bụng: 5.

## Sinh thái học
Thức ăn của P. fuscidorsalis có lẽ là động vật phù du. Cá đực có tập tính bảo vệ và chăm sóc trứng; trứng có độ dính và bám vào đá hoặc san hô.